# Bevattningstunneln Orange–Fish

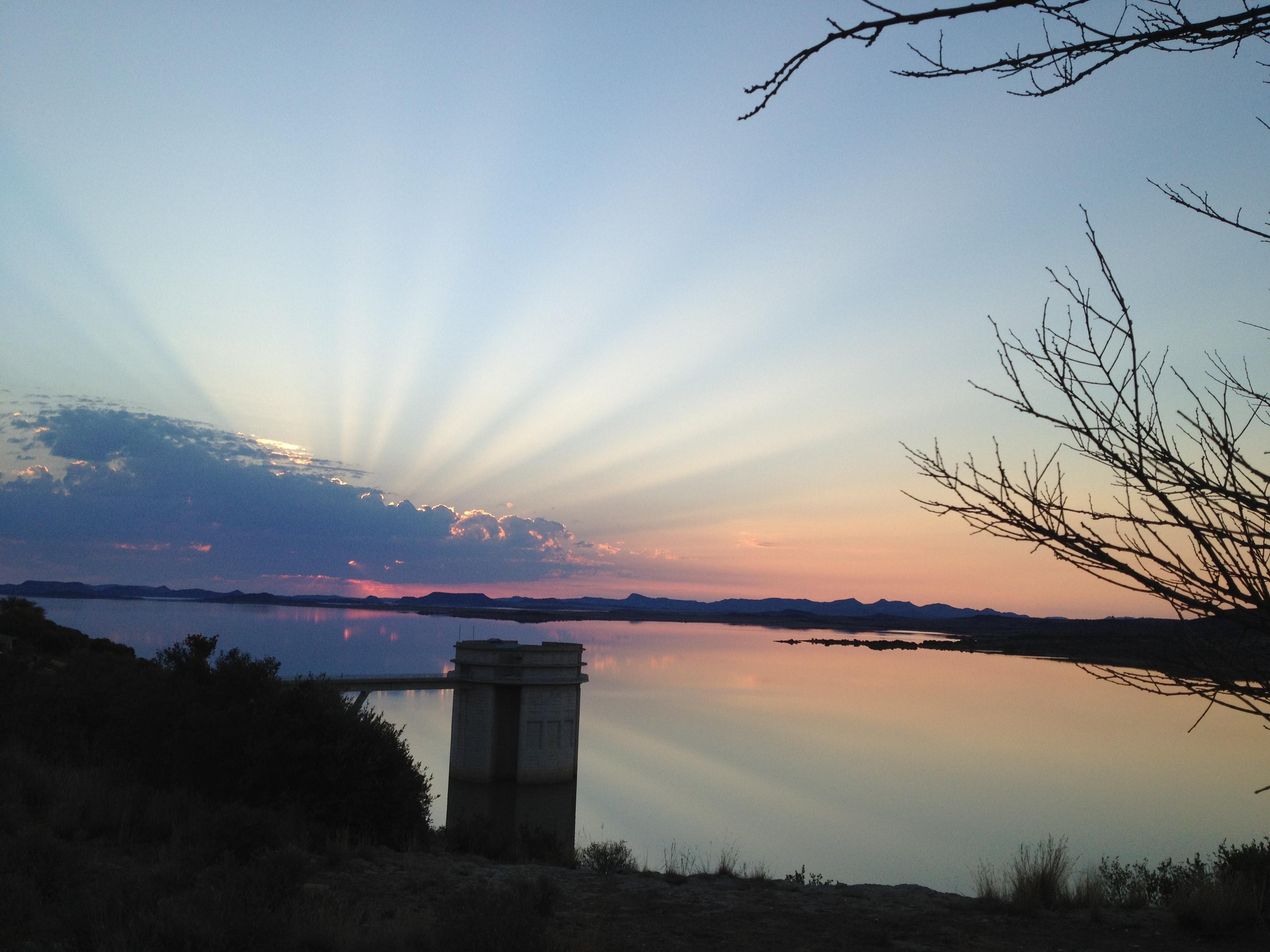
Vattenintaget vid Oviston.

Orange–Fish River Tunnel är en 82,8 kilometer lång bevattningstunnel i Sydafrika, vilken för över vatten från Gariepdammen i Oranjefloden under Suurbergplatån till Great Fish River och de torra regionerna i Östra Kapprovinsen. Tunneln, som har en diameter på 5,35 meter, invigdes år 1975 och är den längsta sammanhängande akvedukten i den södra hemisfären och den tredje längsta vattentunneln i världen (2008).